# Estação Anchieta (Trensurb)
A Estação Anchieta é uma das estações do Metrô de Porto Alegre, situada em Porto Alegre, entre a Estação Aeroporto e a Estação Niterói. Faz parte da Linha 1.
Foi inaugurada em 2 de março de 1985. Localiza-se na Avenida dos Estados. Atende os bairros de Anchieta e Humaitá.

## Localização
Em suas imediações, localiza-se a Arena do Grêmio.